# Eddie Redmayne
Edward John David Redmayne (Londen, 6 januari 1982) is een Engels acteur en model.
In 2002 maakte hij zijn debuut in het theater en won in de loop der tijd diverse prijzen. Ook speelt hij in miniseries op televisie en vanaf 2006 ook in films. In 2015 won hij een Oscar voor zijn hoofdrol als Stephen Hawking in The Theory of Everything. Hij is vooral bekend van zijn rol als Newt Scamander in de films Fantastic Beasts and Where to Find Them, The Crimes of Grindelwald en The Secrets of Dumbledore.
Eddie Redmayne is getrouwd en heeft twee kinderen.